# Hamodava
Die Hamodava Coffee Company (Hamodava) ist eine Manufaktur für Getränke, die sich auf Kaffee spezialisiert hat. Der Hauptsitz befindet sich in Auckland, Neuseeland. Hamodava handelt ausschließlich mit Fair-Trade- und Organic-Zertifizierten Produkten. Die Firma wurde 1897 in Melbourne, Australien durch den Salvation Army Officer Herbert Booth gegründet. Ursprünglich arbeitete die Firma erfolgreich bis 1929. Eine Nachfolgefirma Hamodava wurde im September 2016 gegründet.

## Name
Der Name Hamodava bedeutet „Armee“ im Singhalesischen.

## Geschichte
Herbert Henry Howard Booth, ein Offizier der Heilsarmee und Sohn des Gründers der Heilsarmee, William Booth, wurde als Kommandant der Operationen in Australien und Neuseeland ernannt. Er gründete 1897 zusammen mit Ashley Lamb, einem Einheimischen aus Bundaberg, die Hamodava Tea Company. Die Handelsorganisation sollte Mittel erwirtschaften, um die Arbeit der Heilsarmee zu finanzieren. Lamb stellte Tee aus Sri Lanka zur Verfügung und mischte und packte das Produkt für den Verkauf in Melbourne ab. Nach dem ersten Verkaufserfolg erweiterte Hamodava das Sortiment um Kakao und ein Kaffee-Produkt zwei Jahre später. Bis 1929 setzte die Hamodava Tea Company einen starken Handel fort, dann kollabierten die internationalen Teepreise, Mit dem Einsetzen der Weltwirtschaftskrise wurde die Company aufgelöst.
Hamodava war ein Pionier in ethischen und Fair-Trade-Handelspraktiken. Die Company bemühte sich nicht nur, den Farmern faire Preise zu zahlen, sondern entwickelte auch ein System, durch welches die Farmer Plantagen mit Hilfe der Heilsarmee erwerben konnten.
Im September 2016 wurde Hamodava von der Heilsarmee neugegründet.

## Hamodava Café
Das Hamodava Cafe in der Bourke Street in Melbourne, Australien befindet sich in einem historischen Gebäude, welches schon in den 1900ern die Company beherbergt hatte. Heute ist das Café ein Community Centre mit Angeboten für Frühstück und Mittagessen sowie sozialen Hilfsangeboten.